# Château Haut-Bages-Libéral
Koordinaten: 45° 10′ 55,3″ N, 0° 44′ 57,8″ W

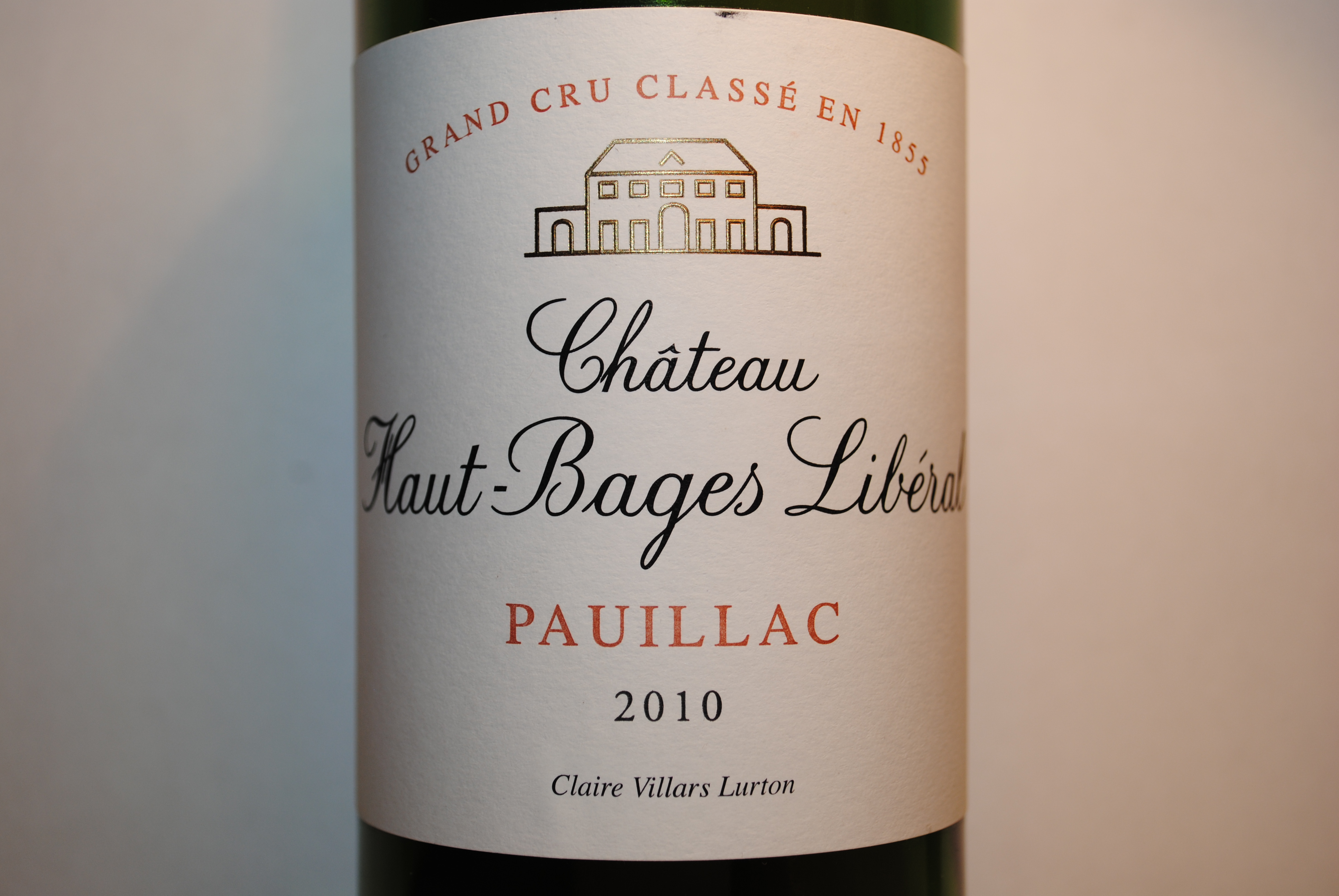
Château Haut-Bages-Libéral Jahrgang 2010

Das Château Haut-Bages-Libéral ist ein bekanntes Weingut von Bordeaux. Seit der Klassifikation von 1855 ist das Weingut als Cinquième Grand Cru Classé eingestuft (fünfte Stufe der Klassifikation).
Der ungewöhnlich lange Name enthält zwei Informationen. Zum einen ist Libéral der Name der Gründerfamilie des Guts. Zum anderen verweist der Namensteil Haut-Bages auf den höchsten Punkt eines Plateaux mit der Bezeichnung Bages. Das Plateau Bages liegt zwischen den Gemeinden Pauillac und Saint-Julien-Beychevelle.
Aktuell wird das Gut von Claire Villars-Lurton geführt. Sie leitet darüber hinaus die Weingüter Château Ferrière und Château La Gurge und ist die Ehefrau von Gonzague Lurton, der dem Gut Château Durfort-Vivens vorsteht.

## Lage, Boden und Rebsorten
Das Gut liegt in Pauillac und es ist mit ca. 28 ha mittelgroß. 70 % der Fläche ist mit Cabernet Sauvignon und 30 % mit Merlot bestockt. In den letzten Jahren sank damit der Anteil des Cabernet Sauvignon zugunsten eines höheren Prozentsatzes von Merlot. Die Rebsorte Petit Verdot wird nicht mehr angebaut. Als Unterlagsreben dienen die Sorten 101-14, 3309, 41B und Riparia Gloire. Das Gut erzeugt in mittleren Jahren ca. 180.000 Flaschen Rotwein.
Das Château befindet sich im Süden des Gebietes der Appellation von Pauillac, in unmittelbarer Nachbarschaft zur Gemeinde Saint-Julien. Die Weinberge liegen auf einige Meter dicken Kiesablagerungen, die der Fluss Garonne herangeführt hat. Der Kiesboden eignet sich besonders gut für den Anbau von Cabernet Sauvignon. 
Die dreigeteilten Rebflächen sind von denen der Güter Château Lynch-Bages, Château Pichon-Longueville-Comtesse de Lalande und Château Latour umgeben.

## Der Wein

### Weinbereitung
Das mittlere Alter der Reben liegt bei 30 Jahren. Die Trauben werden von Hand gelesen, entrappt und im Keller nochmals mehrfach nachsortiert. Die Gärung findet in temperaturgeregelten Edelstahltanks statt. Der Tresterhut wird bei der Maischegärung eingetaucht und mehrmals aufgelockert. Die Maischestandzeit liegt bei 3–4 Wochen.

### Ausbau
Der Wein wird zügig und ohne Filterung in Barriquefässer transferiert, wo er 16 Monate (in seltenen Fällen bis 18 Monate) lang verbleibt. Die Barriques werden jährlich zu 40 Prozent erneuert. Geschönt wird mit Eiweiß, und die Flaschenabfüllung erfolgt ohne Filterung. Insgesamt werden jährlich rund 108.000 Flaschen des Grand Vin Château Haut-Bages-Libéral und 78.000 Flaschen des Zweitweines La Chapelle de Bages  erzeugt.
Der Önologe Alain Sutre führt bei 25 % des Weins eine kontrollierte Malolaktische Gärung im Holzfass durch. Dadurch werden die Weine etwas geschmeidiger und runder.

## Geschichte
Die im Weinhandel tätige Familie Libéral kaufte im 18. Jahrhundert auf dem Plateau namens Bages Land und legte Rebflächen an. Im Laufe der Jahrzehnte hatte das Gut großen kommerziellen Erfolg. Die Qualitätsbemühungen der Familie wurden im Jahr 1855 im Rahmen der Weltausstellung mit der Klassifizierung als Cinquième Grand Cru honoriert.
Als diverse Pilzkrankheiten wie der Echte Mehltau oder auch die Reblaus die Weinberge des Bordelais ab 1852 heimsuchte, geriet der Weinbau in der Region in eine tiefe Krise, von der auch Haut-Bages-Libéral nicht verschont blieb. Ein Großteil der Rebflächen wurde aufgelassen; die Gutsgebäude verkamen.
Im Jahr 1960 wurde das Gut von der Société Civile Charreules übernommen. Hauptteilhaber der Gesellschaft war die Familie der Handelsdynastie Cruse. Kurz darauf teilten die Inhaber Rebflächen von Haut-Bages-Libéral dem rentableren Château Pontet-Canet zu. Als diese Praxis bekannt wurde, musste sich Cruse im Jahr 1975 erst von Pontet-Canet und im Jahr 1982 auch von Haut-Bages-Libéral trennen.
Das Bieterduell gewann schließlich Jacques Merlaut. Er kaufte für eine Gruppe von Gesellschaftern um Bernard Taillan. Merlauts Tochter Bernadette Villars studierte Önologie bei Émile Peynaud. Als Bernadette mit ihrem Ehemann im Jahr 1992 ums Leben kam, übernahm ihre Tochter Claire Villars-Lurton die Leitung.
Merlaut verleibte seiner Taillan-Gruppe auch die Güter Château Chasse-Spleen, Château Gruaud-Larose, Château Ferrière, Château Citran, Château Camensac (seit 2005) und Château La Gurgue ein.